# Laurens de Man
Laurens de Man ('s-Hertogenbosch, 14 september 1993) is een Nederlands pianist en organist.

## Biografie

### Opleiding
De Man werd geboren in 's-Hertogenbosch en groeide op in Rosmalen. Op zijn zesde kreeg hij zijn eerste pianolessen van Anneke Siebers; vanaf zijn elfde volgde hij orgellessen bij Willem Hörmann. Van 2008 tot 2010 volgde hij pianolessen bij Joop Albracht aan het Fontys Conservatorium Tilburg. Hij vervolgde zijn opleiding aan het Conservatorium van Amsterdam, waar hij in 2016 zijn masterdiploma orgel behaalde als student van Jacques van Oortmerssen, Pieter van Dijk en Matthias Havinga; in 2017 sloot hij zijn masterstudie piano af als student van David Kuyken. Ook volgde hij van 2012 tot 2017 klavecimbellessen bij Johan Hofmann aan hetzelfde instituut. Vervolgens behaalde hij zijn Konzertexamen Orgel bij Leo van Doeselaar aan de Berlijnse Universität der Künste.

### Loopbaan
De Man treedt op als organist en pianist. Hij is sinds 2012 hoofdorganist van de Janskerk in Utrecht, waar hij het Bätz-Witte-orgel uit 1861 bespeelt. Sinds 2012 vormt De Man samen met klarinettist Annemiek de Bruin en cellist Irene Kok het Chimaera Trio, waarvoor hij ook muziek arrangeert. Van 2021-2023 was hij organist in residentie van het Contiusorgel in de Sint-Michielskerk te Leuven. Aan het Conservatorium van Amsterdam is hij verbonden als docent bijvak klassiek piano voor jazzpianisten. Per september 2023 is hij benoemd als hoofdvakdocent orgel aan het Utrechts Conservatorium. 

## Discografie
- 2017 - A Bach Recital
- 2019 - Chimaera Trio: AVROTROS Klassiek Presenteert
- 2021 - Chimaera Trio: Fin de Siècle: Mahler, Zemlinsky, Webern, Berg (MDG)
- 2024 - Richard Wagner, an Organic Journey (Globe)

## Gewonnen prijzen
- Prinses Christina Concours (1e prijs landelijke finale, piano, 2009)
- Tristan Keuris Kamermuziekconcours, Amersfoort (Chimaera Trio, 2013)
- Govert van Wijn Orgelconcours (1e prijs, 2016)
- International Martini Organ Competition, Groningen (1e prijs, publieksprijs en Jan Welmersprijs) (2017)
- Sweelinck-Mullerprijs (2018)[1]
- Internationaler Gottfried-Silbermann-Orgelwettbewerb (1e prijs, ECHO-prijs, 2019)
- Nederlandse Muziekprijs 2024